# Fayette megye (Illinois)
Fayette megye az Amerikai Egyesült Államokban, azon belül Illinois államban található. Megyeszékhelye és legnagyobb városa Vandalia. Lakosainak száma 21 488 fő (2020. április 1.). Fayette megye Shelby, Marion, Effingham, Clay, Clinton, Bond és Montgomery megyékkel határos.

## Népesség
A megye népességének változása:
| Lakosok száma | 22 117 | 22 148 | 22 025 | 22 060 | 22 043 | 21 488 |
|               | 2010   | 2011   | 2012   | 2013   | 2015   | 2020   |